# Marko Jevtović
Marko Jevtović (Servisch: Марко Јевтовић) (Belgrado, 5 januari 1987) is een Servisch professioneel tafeltennisser.
Hij nam namens Servië deel aan de Olympische Zomerspelen 2012 en 2020 maar won daar geen medailles.

## Belangrijkste resultaten
- Zilver in het gemengd dubbelspel op de Europese kampioenschappen 2010 met Melek Hu.